# Regno di Ceredigion

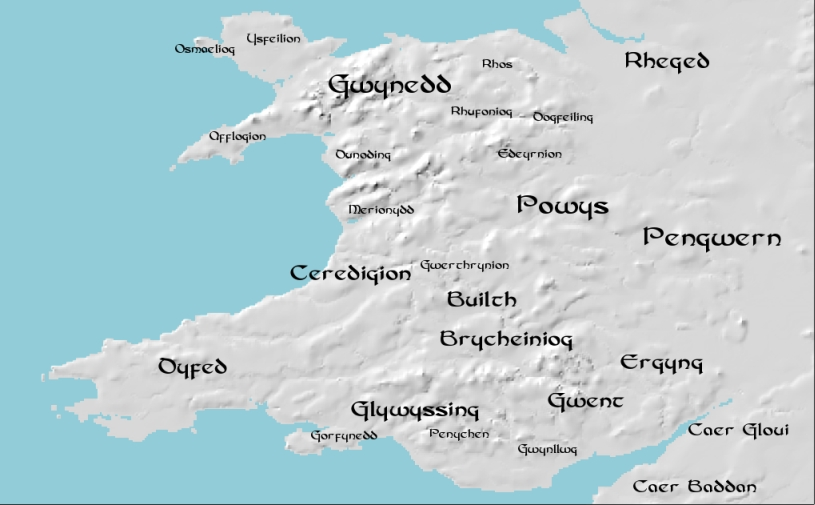
Galles nel V secolo

Il regno di Ceredigion (oggi contea omonima sulla costa del Galles centrale) fu fondato nel V secolo dopo Cristo da Ceredig (figlio di Cunedda), che strappò gran parte del Galles agli invasori irlandesi. Questo regno sopravvisse fino al IX secolo. Nel 1282, re Edoardo I d'Inghilterra conquistò gran parte del Galles, suddividendo l'area in contee. Il nome di Ceredigion fu anglicizzato in Cardiganshire. Nelle vene dei fondatori dei regni di Seisyllwg e Deheubarth, scorreva il sangue della casa reale del Ceredigion.

## Sovrani, principi e santi conosciuti
- Ceredig Ceredigion, nato attorno al 420, primo re
- Usai, figlio primogenito di Ceredig, principe
- Sandde, figlio di Ceredig, nato attorno al 469, principe
- Cungar, c.470 - 520, principe e santo
- Dewi, 487 - 589, principe